# لا لکونا
لا لکونا (به اسپانیایی: La Llacuna) یک منطقهٔ مسکونی در اسپانیا است که در Anoia واقع شده‌است. لا لکونا ۵۲٫۲ کیلومتر مربع مساحت و ۹۰۶ نفر جمعیت دارد.